# Mertwyj Piweń
Mertwyj piweń (ukr. Мертвий півень) – ukraiński zespół rockowy.
Został założony w 1989 we Lwowie przez studenta Uniwersytetu Lwowskiego - Liubomyra Futorśkiego. Pierwszy koncert zespołu odbył się na festiwalu "Wywych" w 1990. Zespół zaczynał jako grupa akustyczna, dopiero później nabrali rockowego brzmienia. W 1991 zdobył pierwsze wyróżnienie - I miejsce w kategorii piosenki autorskiej na festiwalu "Czerwona Ruta-91".

## Dyskografia zespołu
- Eto, Ето (1990)
- Mertwyj piweń '93, Мертвий півень '93 (1993)
- Pidzemne zoo, Підземне зоо (1994)
- Live u Lwowi, Live у Львові (1995)
- IL Testamento (1996-1997)
- Miśkyj boh Eros, Міський бог Ерос (1997)
- Szabadabada Шабадабада (1998)
- Afrodyzijaki, Афродизіяки (2003, razem z Wiktorem Morozowem)
- Pisni Mertwoho Piwnia Пісні Мертвого Півня (2006)
- Wybranyj narodom Вибраний народом (2008)
- Kryminalni sonety Кримінальні сонети (2008)
- Made in UA Made in UA (2009)